# NGC 4829
NGC 4829 este o galaxie eliptică situată în constelația Fecioara. A fost descoperită în 1882 de către Ernst Wilhelm Tempel.